# Oława
Oława es una ciudad histórica en el suroeste de Polonia con 33.029 habitantes (2019). Está situado en el Voivodato de Baja Silesia (de 1975 a 1998 estuvo en el antiguo Voivodato de Wrocław), dentro del área metropolitana de Wrocław. Es la sede del condado de Oława y del distrito administrativo más pequeño de Gmina Oława (aunque no forma parte del territorio de este último, ya que la ciudad es una gmina urbana por derecho propio).

## Historia
Oława comenzó a desarrollarse durante el siglo XI o principios del XII en un sitio que estaba protegido por los ríos Oder y Oława, cuando era parte del Reino de Polonia gobernado por Piast. Fue mencionado por primera vez como Oloua en un documento de 1149 que confirma la donación de Piotr Włostowic a la abadía de San Vicente en Wrocław. En 1206, Oława se convirtió en una de las ciudades residenciales de los duques de la dinastía Piast de Silesia, quienes también otorgaron a Oława el estatus de ciudad en 1234. Como resultado de la fragmentación de Polonia, Oława formó parte de los ducados de Silesia, Legnica y Brzeg.
Durante su historia, Oława fue destruida por completo tres veces. En 1241 fue destruido durante la primera invasión mongola de Polonia, en 1448 por los husitas y nuevamente en 1634 durante la Guerra de los Treinta Años. Después de que el rey polaco Casimiro III renunciara a sus derechos sobre Silesia con el contrato de Trenčín en 1335, Silesia pasó a formar parte del Sacro Imperio Romano Germánico como feudo de Bohemia hasta 1806, aunque la ciudad permaneció bajo el dominio de la dinastía polaca Piast como parte del Ducado de Legnica hasta 1675. En 1526, cuando los Habsburgo ganaron la corona de Bohemia, Silesia quedó bajo la soberanía austríaca. En 1527, con la Reforma, se empezó a utilizar el idioma alemán alto y con él se informa el primer uso de la versión del nombre de la ciudad Ohlau. Tras la muerte del último duque Piast de Silesia, Jorge IV Guillermo de Legnica, en 1675, Oława dejó de ser una ciudad residencial. A pesar de la influencia política de los Habsburgo, en el siglo XVII, la ciudad todavía formaba parte del territorio dominado por la lengua polaca. Oława se encontró nuevamente bajo el dominio polaco, cuando el príncipe polaco James Louis Sobieski, hijo del rey Juan III Sobieski, se convirtió en duque de Oława en los años 1691-1737. Junto con la mayor parte de Silesia, la ciudad pasó a formar parte del Reino de Prusia en 1742.
Los siglos XVIII y XIX fueron un período de crecimiento económico y Oława (entonces Ohlau) se hizo conocido como un centro de cultivo de tabaco. Las tradiciones y la población étnica polaca también se mantuvieron fuertes en el área, con una gran afluencia de personas del cercano Congreso de Polonia. En 1842 se abrió un ferrocarril entre Ohlau y Wrocław, el primero en Silesia. Los polacos pasaron de contrabando grandes cantidades de pólvora a través de la ciudad hacia la Partición Rusa de Polonia durante el Levantamiento de enero de 1863. La ciudad histórica de Ohlau no sufrió ningún daño durante la Primera Guerra Mundial, sin embargo, en la Segunda Guerra Mundial alrededor del 60% de los edificios fueron destruidos. El 2 de septiembre de 1939, un avión bombardero (explorador) polaco PZL.23 Karaś bombardeó una fábrica alemana en la ciudad en el primer ataque a territorio alemán después de la invasión alemana de Polonia y el estallido de la Segunda Guerra Mundial el día anterior. Durante la guerra, los alemanes establecieron y operaron dos subcampos de trabajo del campo de prisioneros de guerra Stalag VIII-B/344 en la ciudad. Después de la derrota de la Alemania nazi en la guerra, la ciudad volvió a formar parte de Polonia. Oława también se convirtió en una ciudad de guarnición del Grupo de Fuerzas del Norte del Ejército Rojo Soviético y permaneció así hasta 1992.